# Olympische Sommerspiele 2008/Teilnehmer (Kap Verde)
| Gelbes Symbol für Goldmedaillen mit stilisierten Olympischen Ringen | Graues Symbol für Silbermedaillen mit stilisierten Olympischen Ringen | Braundes Symbol für Bronzemedaillen mit stilisierten Olympischen Ringen |
| ------------------------------------------------------------------- | --------------------------------------------------------------------- | ----------------------------------------------------------------------- |
| —                                                                   | —                                                                     | —                                                                       |

Kap Verde nahm bei den Olympischen Spielen 2008 in Peking zum vierten Mal an Olympischen Sommerspielen teil. Die Delegation umfasste drei Athleten. Fahnenträgerin der Eröffnungsfeier war Wania Monteiro.

## Teilnehmer nach Sportarten

### Leichtathletik
- Nelson Cruz
Männer, Marathon: 48. Platz

- Lenira Santos
Frauen, 200 m: nicht angetreten

### Rhythmische Sportgymnastik
- Wania Monteiro
Frauen, Einzel: 24. Platz